# Heuqueville (Eure)
Heuqueville ist eine französische Gemeinde mit 347 Einwohnern (Stand: 1. Januar 2022) im Département Eure in der Region Normandie. Sie gehört zum Arrondissement Les Andelys und zum Kanton Les Andelys. Die Einwohner werden Heuquevillais genannt.

## Nachbargemeinden
Heuqueville liegt etwa 33 Kilometer südöstlich von Rouen.
Nachbargemeinden von Heuqueville sind Amfreville-les-Champs im Norden, Houville-en-Vexin im Norden und Osten, Cuverville im Osten und Südosten, La Roquette im Süden und Südosten, Daubeuf-près-Vatteville im Süden, Vatteville im Westen, Amfreville-sous-les-Monts im Westen und Nordwesten sowie Flipou im Nordwesten.

## Bevölkerungsentwicklung
| Jahr                      | 1962 | 1968 | 1975 | 1982 | 1990 | 1999 | 2006 | 2013 |
| Einwohner                 | 202  | 225  | 235  | 284  | 362  | 346  | 381  | 382  |
| Quelle: Cassini und INSEE |      |      |      |      |      |      |      |      |

## Sehenswürdigkeiten
- Kirche Saint-Germain aus dem 13. Jahrhundert
- Schloss Heuqueville aus dem 16. Jahrhundert
- Mühle

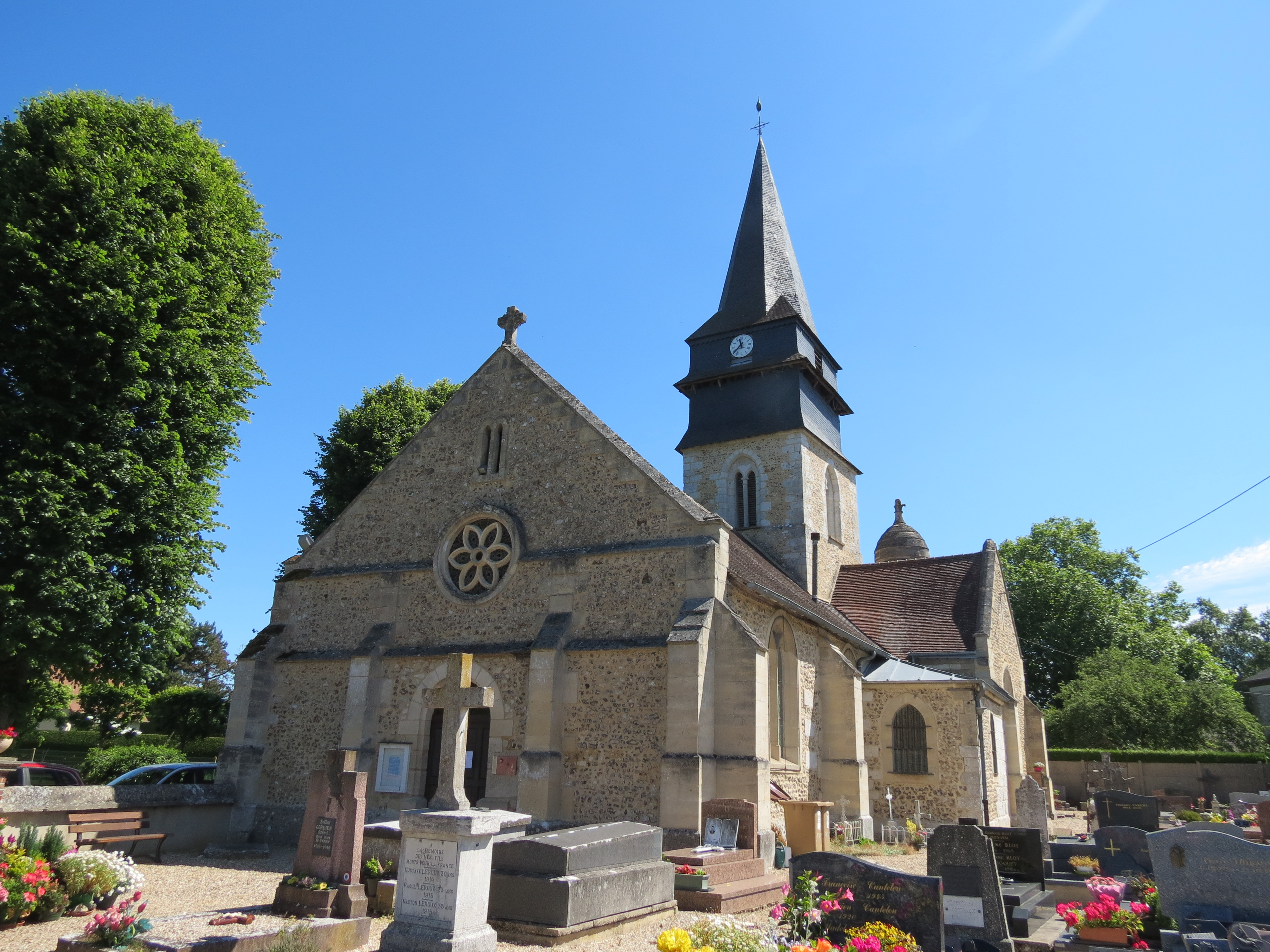
Kirche Saint-Germain
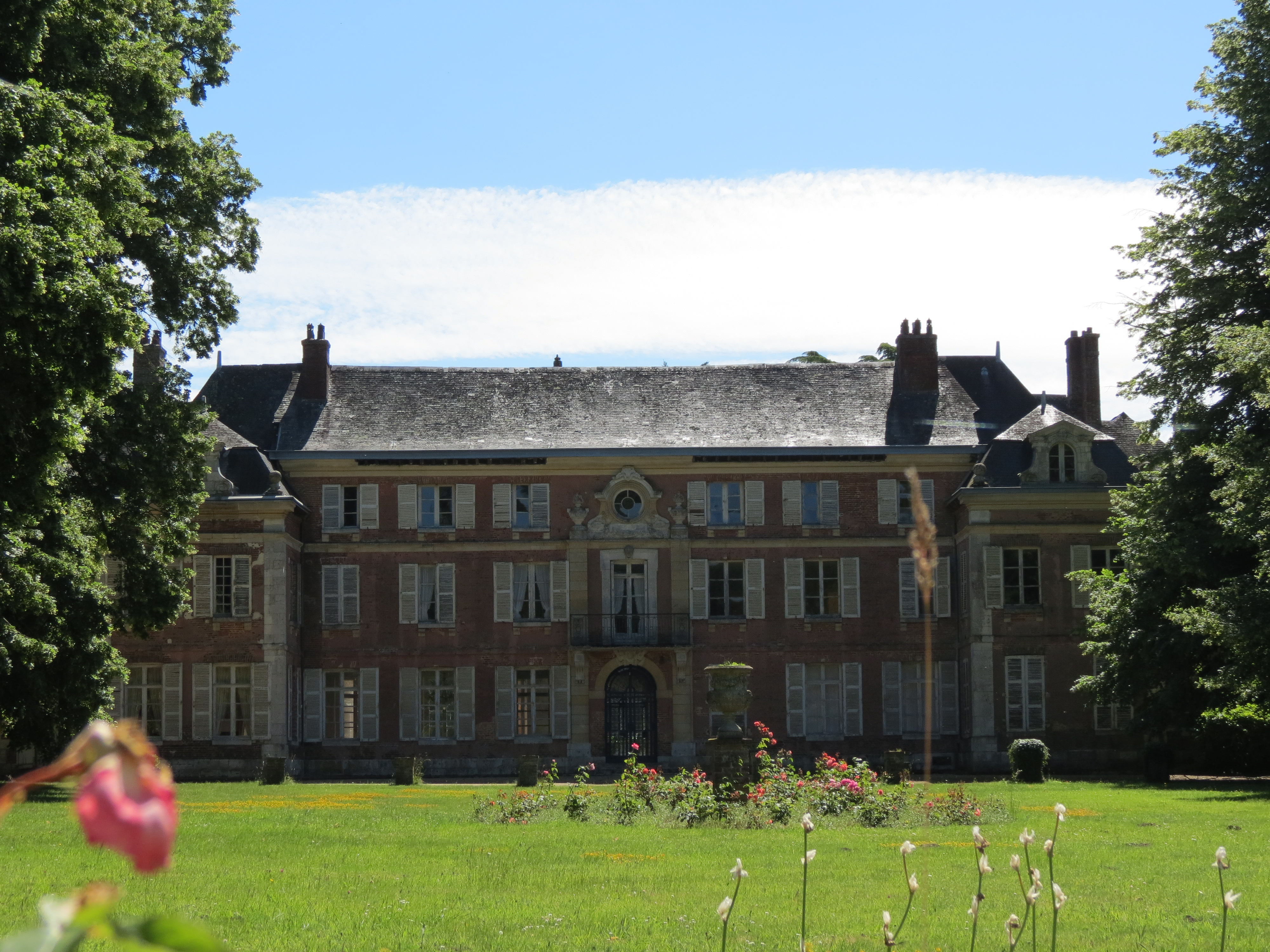
Schloss Heuqueville